# Psychoda acutilamina
Psychoda acutilamina är en tvåvingeart som beskrevs av Quate 1959. Psychoda acutilamina ingår i släktet Psychoda och familjen fjärilsmyggor. Inga underarter finns listade i Catalogue of Life.